# Святиця (Польща)
Святиця (або Свінтиця, Сьвенциця, пол. Święcica) — село в Польща, у гміні Вербиця Холмського повіту Люблінського воєводства. Населення — 214 осіб (2011).

## Історія
1517 року вперше згадується православна церква в селі.
За даними етнографічної експедиції 1869—1870 років під керівництвом Павла Чубинського, у селі здебільшого проживали греко-католики, які розмовляли українською мовою.
У 1921 році село входило до складу гміни Вільхівці Холмського повіту Люблінського воєводства Польської Республіки.
У міжвоєнні 1918—1939 роки польська адміністрація в рамках великої акції руйнування українських храмів на Холмщині і Підляшші знищила місцеву православну церкву.
У 1975—1998 роках село належало до Холмського воєводства.

## Населення
За даними перепису населення Польщі 1921 року в селі налічувалося 92 будинки та 530 мешканців, з них:
- 258 чоловіків та 272 жінки;
- 285 православних, 222 римо-католики, 23 юдеї;
- 176 українців, 331 поляк, 23 євреї.

У 1943 році в селі проживало 439 українців і 515 поляків.
Демографічна структура станом на 31 березня 2011 року:
|          | Загалом | Допрацездатний вік | Працездатний вік | Постпрацездатний вік |
| -------- | ------- | ------------------ | ---------------- | -------------------- |
| Чоловіки | 99      | 26                 | 60               | 13                   |
| Жінки    | 115     | 17                 | 57               | 41                   |
| Разом    | 214     | 43                 | 117              | 54                   |

## Відомі люди
- Сявавко Євгенія Іванівна — українська науковиця, кандидат педагогічних наук, старший науковий співробітник Інституту народознавства НАН України.